# Mark Bridges
Mark Bridges (Niagara Falls) é um figurinista estadunidense. Venceu o Oscar de melhor figurino na edição de 2012 por The Artist, além de ter sido indicado por Inherent Vice na edição de 2015.